# Kurayoshi
Kurayoshi (倉吉市?, Kurayoshi-shi) è una città giapponese della prefettura di Tottori.